# 37K
37K fue el nombre de un tipo de módulo estudiado para formar parte de las estaciones espaciales soviéticas y que finalmente fue cancelado en 1983 a favor de módulos derivados de los usados en las estaciones Salyut.
El estudio para el desarrollo de este tipo de módulos fue autorizado por las autoridades soviéticas el 17 de septiembre de 1979. El modelo básico consistía en un cilindro presurizado de 4,2 m de diámetro con un puerto de atraque en uno de sus extremos. No tenía sistema de propulsión.
Se idearon dos tipos:
- 37KS, para su uso en la estación espacial MIR
- 37KB, para su uso con el transbordador Buran.

La autorización inicial permitía la construcción de ocho módulos:
- 3 módulos 37KB, que podrían permanecer en la bodega de carga del Buran o ser acoplados a la MIR (en la variante del módulo conocida como 37KBI) utilizando el brazo manipulador del transbordador.
- 1 módulo experimental 37KE, con un módulo propulsor acoplado.
- 4 módulos 37KS para la MIR.

## 37KB
Los módulos 37KB serían los módulos estándar a usar con el transbordador Buran. Serían el equivalente soviético a los módulos Spacehab estadounidenses, proporcionando un volumen presurizado en el que llevar equipamiento y carga. De los cuatro módulos construidos, tan sólo uno llegó a volar. Fue enviado al cosmódromo de Baikonur en febrero de 1986, y contenía instrumentación para medir el comportamiento del transbordador y su estructura durante el primer vuelo. Además contenía las baterías que proporcionaron energía al Buran en ese vuelo inicial.

### Especificaciones
- Longitud: 5,1 m
- Diámetro máximo: 4,15 m
- Volumen habitable: 37 m³
- Masa: 7150 kg

## 37KS
Los módulos 37KS serían utilizados en las estaciones MIR y MIR 2. La producción de los cuatro 37KS fue aprobada el 11 de febrero de 1981. Serían lanzados a órbita mediante cohetes Proton y llevarían un módulo propulsor adicional para acoplar los módulos a la estación. El módulo propulsor se separaría una vez hecho su trabajo y reentraría en la atmósfera terrestre. Se asignaron distintas tareas a cada uno de los módulos, pasándose a denominar de la siguiente manera:
- 37KD: iría equipado con una cámara de descompresión y una escotilla de salida para permitir actividades extravehiculares.
- 37KT: sería un módulo tecnológico, equipado con experimentos de materiales y con un puerto al que podría acoplarse el Buran.
- 37KP: se trataría de un módulo de aplicaciones, equipado con sensores de reconocimiento terrestre y militar.
- 37KG: llevaría experimentos demasiado pesados para ser transportados por la nave de reabastecimiento Progress.

### Especificaciones
- Diámetro máximo: 4,15 m
- Volumen habitable: 37 m³
- Masa: 20.000 kg
- Carga útil: 3.000 kg

## Cancelación
Los diseños mostraron que la carga útil de los módulos no era la deseada (sólo permitía 3 toneladas de carga útil por módulo). Un diseño posterior mejoró la capacidad, llegando a una carga útil de 5 toneladas, pero de todos modos los módulos fueron cancelados en 1983 a favor de los módulos tipo 77K derivados de las estaciones Salyut. Los únicos módulos que se usaron fueron el 37KB que voló con instrumentación en el vuelo inaugural del transbordador Buran y el 37KE experimental, que se convirtió en el módulo Kvant de la MIR.